# Пандуру (Тулћа)
Пандуру (рум. Panduru) насеље је у Румунији у округу Тулћа у општини Баја. Oпштина се налази на надморској висини од 31 m.

## Становништво
Према подацима из 2002. године у насељу је живело 456 становника, од којих су сви румунске националности.